# 酎ハイれもん LOVE30S
『酎ハイれもんLOVE30S』（ちゅうハイれもん ラブサーティーズ）は、1985年10月21日に株式会社ワンダーキッズより発売されたOVA。史村翔／しのはら勉が講談社「週刊ヤングマガジン」に連載していた漫画作品『酎ハイれもん』が原作。

## 主なスタッフ
- 原作：史村 翔（講談社『週刊ヤングマガジン』刊「酎ハイれもん」）
- 作画：しのはら勉
- 企画：武田浩二（ワンダーキッズ）
- 監督：小泉謙三
- 制作：馬場泰秀
- プロデューサー：高木秀隆（ワンダーキッズ）、柴山達雄（土田プロダクション）
- 絵コンテ・作画監督・キャラデザイン：小泉謙三
- 美術設定：岡田和夫
- 文芸担当：榎本歩光
- 脚本：八木良一
- 原画：小泉謙三、正延宏三、保田康治、高木広行、福島豊明、宇佐美皓一、野田康行、窪岡俊一
- 動画：藤井晨一、スタジオメイツ、スタジオライブ、風プロダクション、スタープロダクション、スタジオテイク、石井グループ
- 動画検査：あすかりゅう
- 背景：スタープロダクション
- 仕上：オンリーフォアライフ
- 色指定：片田明美、松本恵美子
- 撮影：スタジオ35、ACCプロダクション、トウィンクル
- 編集：岡安編集室（岡安肇、小島俊彦）
- 音楽：藤野浩一、ロブ・バード
- 音楽プロデューサー：木宮保雄
- 録音監督：山田悦司
- 効果：フィズサウンド（松田昭彦）
- 整音：大城久典
- 録音制作：(株)オーディオ・プランニング・ユー
- 録音スタジオ：APUスタジオ
- パブリシスト：山脇知子、吉田健
- 制作デスク：吉岡優一
- 演出助手：鈴木敏明
- アニメーション制作：土田プロダクション
- 販売元：株式会社ポニー（現.(株)ポニーキャニオン）
- 製作・著作・発売元：株式会社ワンダーキッズ
- 品番：V98F8061(VHS)・X98F8061(Betamax) 本編45分、定価9800円、Hi-Fi ステレオ（台詞と効果音のみモノラル）

## 主な内容
痛快無比の無頼派刑事、辰巳五郎が見せるハードアクションに、おてんばマキとのちょっぴり不器用なラブロマンスの取り合わせ。思い出の1960年代ヒットポップスに乗せて送る世界初のハードボイルドアニメ。主な曲目は、ダイアナ・雨にぬれても・レモンのキッス・君はわが運命 他。

## キャスト
- 辰巳五郎：世良公則
- 藤田麻紀：平野文
- 白川龍ノ介：井上和彦

## 付随情報
- 正しい作品タイトルは、「酎ハイれもんLOVE30S 雨にぬれても」①である。
- 第1巻の巻末には「酎ハイれもんLOVE30S カラーに口紅」②の予告編が収録されており、本編映像と世良正則のナレーションで2巻目の内容を予告していた。
- 作品は「ワンダーキッズ ビデオシリーズ」の1作品だが、リリース上は「PCポニービデオ」のタイトルとして発売された。
- ビデオリリース上は『酎ハイれもんLOVE30S ①』（「第1巻」）となっているが、第2巻以降が発売された形跡が無い。
- 第1巻の巻末にはワンダーキッズから同時期にリリースされた別タイトル作品「スネークマンショー 楽しいテレビ」の実写予告編と、「ワンダーキッズ 監督文庫シリーズ 青春ぽるのぐらふてぃ ジャック＆ベティ」の実写予告編が収録されていた。
- 発売・製作・著作元の株式会社ワンダーキッズはこの作品を最後にOVA作品製作とリリースから撤退し、その後倒産した。
- ビデオソフトの他にレーザーディスク（WL68-006）とVHDビデオディスク（WD68-002）が株式会社ワンダーキッズより発売された。DVDやBD発売は2015年9月現在発表は無い。